# Elezioni amministrative in Italia del 1956
Le elezioni amministrative in Italia del 1956 si tennero il 27 e 28 maggio; ad Aosta ebbero luogo l'11 novembre, mentre a Gorizia il 16 dicembre.
Furono rinnovate numerose amministrazioni provinciali e comunali, tra cui quelle che avrebbero dovuto essere rinnovate l'anno precedente.
Andarono al voto tutti i comuni capoluogo di provincia, eccetto Vercelli (chiamato alle urne in occasione delle amministrative del 1953) e Bolzano (in cui si era votato nella tornata autunnale delle amministrative del 1952, con scadenza nel 1957).
Dopo il fallimento della legge truffa, il meccanismo per l'elezione dei medi e grandi comuni fu riportato al sistema proporzionale.

## Elezioni comunali
Di seguito i risultati nei comuni capoluogo di provincia.

### Valle d'Aosta

#### Aosta
| Liste                                          | Voti   | %     | Seggi |
| ---------------------------------------------- | ------ | ----- | ----- |
| Civica (PCI)                                   | 5.869  | 38,09 | 16    |
| Democrazia Cristiana (DC)                      | 5.149  | 33,42 | 14    |
| Union Valdôtaine (UV)                          | 1.434  | 9,31  | 4     |
| Partito Socialista Italiano (PSI)              | 1.009  | 6,55  | 2     |
| Partito Socialista Democratico Italiano (PSDI) | 698    | 4,53  | 2     |
| Movimento Sociale Italiano (MSI)               | 683    | 4,44  | 1     |
| Partito Liberale Italiano (PLI)                | 566    | 3,67  | 1     |
| Totale                                         | 15.409 |       | 40    |

### Piemonte

#### Alessandria
| Liste                                          | Voti   | %     | Seggi |
| ---------------------------------------------- | ------ | ----- | ----- |
| Democrazia Cristiana (DC)                      | 15.991 | 28,32 | 11    |
| Partito Socialista Italiano (PSI)              | 15.134 | 26,80 | 11    |
| Partito Comunista Italiano (PCI)               | 14.707 | 26,05 | 11    |
| Partito Socialista Democratico Italiano (PSDI) | 5.995  | 10,62 | 4     |
| MSI - PNM                                      | 2.841  | 5,03  | 2     |
| Partito Liberale Italiano (PLI)                | 1.782  | 3,15  | 1     |
| Totale                                         | 56.450 |       | 40    |

#### Asti
| Liste                                          | Voti   | %     | Seggi |
| ---------------------------------------------- | ------ | ----- | ----- |
| Democrazia Cristiana (DC)                      | 12.888 | 35,56 | 15    |
| Partito Comunista Italiano (PCI)               | 7.667  | 21,15 | 9     |
| Partito Socialista Italiano (PSI)              | 4.255  | 11,74 | 5     |
| Partito Socialista Democratico Italiano (PSDI) | 3.138  | 8,65  | 3     |
| Partito dei Contadini d'Italia (PdCI)          | 2.731  | 7,53  | 3     |
| Partito Liberale Italiano (PLI)                | 2.210  | 6,09  | 2     |
| Ind. Centro (dissidenti DC)                    | 1.833  | 5,05  | 2     |
| Partito Nazionale Monarchico (PNM)             | 1.514  | 4,17  | 1     |
| Totale                                         | 36.236 |       | 40    |

#### Novara
| Liste                                          | Voti   | %     | Seggi |
| ---------------------------------------------- | ------ | ----- | ----- |
| Democrazia Cristiana (DC)                      | 16.479 | 31,75 | 13    |
| Partito Socialista Italiano (PSI)              | 13.615 | 26,23 | 11    |
| Partito Comunista Italiano (PCI)               | 10.644 | 20,51 | 9     |
| Partito Socialista Democratico Italiano (PSDI) | 3.816  | 7,35  | 3     |
| MSI - PNM                                      | 3.061  | 5,89  | 2     |
| Partito Liberale Italiano (PLI)                | 2.503  | 4,82  | 2     |
| Partito Radicale (PR)                          | 494    | 0,95  | -     |
| Ind. Destra                                    | 438    | 0,84  |       |
| Partito Repubblicano Italiano (PRI)            | 351    | 0,67  | -     |
| Altri                                          | 456    | 0,87  | -     |
| Totale                                         | 51.887 |       | 40    |

#### Torino
| Liste                                           | Voti    | %     | Seggi |
| ----------------------------------------------- | ------- | ----- | ----- |
| Democrazia Cristiana (DC)                       | 188.695 | 34,80 | 29    |
| Partito Comunista Italiano (PCI)                | 124.098 | 22,89 | 19    |
| Partito Socialista Italiano (PSI)               | 66.031  | 12,18 | 10    |
| Partito Socialista Democratico Italiano (PSDI)  | 44.373  | 8,18  | 7     |
| Movimento Autonomia Regionale Piemontese (MARP) | 31.370  | 5,79  | 4     |
| Partito Liberale Italiano (PLI)                 | 25.785  | 4,76  | 4     |
| Partito Nazionale Monarchico (PNM)              | 21.336  | 3,93  | 3     |
| Movimento Sociale Italiano (MSI)                | 17.320  | 3,19  | 2     |
| Partito Radicale (PR)                           | 11.154  | 2,06  | 1     |
| Movimento Comunità (MC)                         | 8.549   | 1,58  | 1     |
| Totale                                          | 538.711 |       | 80    |

### Lombardia

#### Bergamo
| Liste                                          | Voti   | %     | Seggi |
| ---------------------------------------------- | ------ | ----- | ----- |
| Democrazia Cristiana (DC)                      | 32971  | 52,18 | 23    |
| Partito Socialista Italiano (PSI)              | 8084   | 12,79 | 5     |
| Partito Comunista Italiano (PCI)               | 5564   | 8,80  | 3     |
| Partito Socialista Democratico Italiano (PSDI) | 4922   | 7,78  | 3     |
| Movimento Sociale Italiano (MSI)               | 4403   | 6,96  | 3     |
| Partito Liberale Italiano (PLI)                | 3213   | 5,08  | 2     |
| Partito Nazionale Monarchico (PNM)             | 1894   | 2,99  | 1     |
| Movimento Autonomista Bergamasco (MAB)         | 1239   | 1,96  |       |
| Partito Radicale (PR)                          | 759    | 1,20  |       |
| Altri                                          | 145    | 0,22  |       |
| Totale                                         | 63.184 |       | 40    |

#### Brescia
| Liste                                          | Voti   | %     | Seggi |
| ---------------------------------------------- | ------ | ----- | ----- |
| Democrazia Cristiana (DC)                      | 43.004 | 46,24 | 25    |
| Partito Socialista Italiano (PSI)              | 15.970 | 17,17 | 9     |
| Partito Comunista Italiano (PCI)               | 13.948 | 15,00 | 8     |
| Movimento Sociale Italiano (MSI)               | 6.249  | 6,72  | 3     |
| Partito Socialista Democratico Italiano (PSDI) | 5.801  | 6,23  | 3     |
| Partito Nazionale Monarchico (PNM)             | 3.289  | 3,53  | 1     |
| Partito Liberale Italiano (PLI)                | 3.126  | 3,36  | 1     |
| Altri                                          | 1.598  | 1,71  | -     |
| Totale                                         | 92.985 |       | 50    |

#### Como
| Liste                                          | Voti | %    | Seggi |
| ---------------------------------------------- | ---- | ---- | ----- |
| Democrazia Cristiana (DC)                      |      | 40,0 | 17    |
| Partito Socialista Italiano (PSI)              |      | 20,1 | 9     |
| Partito Socialista Democratico Italiano (PSDI) |      | 10,9 | 4     |
| Partito Comunista Italiano (PCI)               |      | 8,7  | 3     |
| Partito Nazionale Monarchico (PNM)             |      | 7,9  | 3     |
| Movimento Sociale Italiano (MSI)               |      | 6,6  | 2     |
| Partito Liberale Italiano (PLI)                |      | 5,8  | 2     |
| Totale                                         |      |      | 40    |

#### Cremona
| Liste                                          | Voti  | %     | Seggi |
| ---------------------------------------------- | ----- | ----- | ----- |
| Democrazia Cristiana (DC)                      | 16673 | 35,95 | 15    |
| Partito Socialista Italiano (PSI)              | 11972 | 25,82 | 11    |
| Partito Comunista Italiano (PCI)               | 8599  | 18,54 | 7     |
| Partito Liberale Italiano (PLI)                | 3626  | 7,82  | 3     |
| Movimento Sociale Italiano (MSI)               | 2960  | 6,38  | 2     |
| Partito Socialista Democratico Italiano (PSDI) | 2537  | 5,22  | 2     |
| Totale                                         | 46367 |       | 40    |

#### Mantova
| Liste                                          | Voti   | %    | Seggi |
| ---------------------------------------------- | ------ | ---- | ----- |
| Democrazia Cristiana (DC)                      | 11.566 | 31,5 | 13    |
| Partito Socialista Italiano (PSI)              | 10.078 | 27,4 | 11    |
| Partito Comunista Italiano (PCI)               | 8.062  | 22,0 | 9     |
| Movimento Sociale Italiano (MSI)               | 3.091  | 8,4  | 3     |
| Partito Socialista Democratico Italiano (PSDI) | 2.749  | 7,5  | 3     |
| Partito Liberale Italiano (PLI)                | 836    | 2,3  | 1     |
| Partito Repubblicano Italiano (PRI)            | 334    | 0,9  | -     |
| Totale                                         | 36.716 |      | 40    |

#### Milano
| Liste                                          | Voti    | %     | Seggi |
| ---------------------------------------------- | ------- | ----- | ----- |
| Democrazia Cristiana (DC)                      | 261.610 | 30,21 | 25    |
| Partito Socialista Italiano (PSI)              | 173.813 | 20,01 | 16    |
| Partito Comunista Italiano (PCI)               | 158.818 | 18,34 | 15    |
| Partito Socialista Democratico Italiano (PSDI) | 103.175 | 11,91 | 10    |
| Partito Liberale Italiano (PLI)                | 53.501  | 6,18  | 5     |
| Movimento Sociale Italiano (MSI)               | 50.827  | 5,87  | 5     |
| Partito Nazionale Monarchico (PNM)             | 35.171  | 4,06  | 3     |
| Partito Radicale (PR)                          | 13.407  | 1,55  | 1     |
| Altri                                          | 15.721  | 1,81  | -     |
| Totale                                         | 866.043 |       | 80    |

#### Pavia
| Liste                                          | Voti   | %     | Seggi |
| ---------------------------------------------- | ------ | ----- | ----- |
| Democrazia Cristiana (DC)                      | 11319  | 26,01 | 11    |
| Partito Comunista Italiano (PCI)               | 10258  | 23,57 | 10    |
| Partito Socialista Italiano (PSI)              | 8893   | 20,43 | 9     |
| Partito Socialista Democratico Italiano (PSDI) | 4416   | 10,14 | 4     |
| Partito Liberale Italiano (PLI)                | 3408   | 7,83  | 3     |
| Partito Nazionale Monarchico (PNM)             | 1975   | 4,53  | 2     |
| Movimento Sociale Italiano (MSI)               | 1.813  | 4,16  | 1     |
| Partito Repubblicano Italiano (PRI)            | 768    | 1,76  | -     |
| Partito Monarchico Popolare (PMP)              | 634    | 1,45  |       |
| Totale                                         | 43.511 |       | 40    |

### Veneto

#### Belluno
| Liste                                          | Voti   | %    | Seggi |
| ---------------------------------------------- | ------ | ---- | ----- |
| Democrazia Cristiana (DC)                      | 7.497  | 44,7 | 19    |
| Partito Socialista Italiano (PSI)              | 3.504  | 20,9 | 9     |
| Partito Socialista Democratico Italiano (PSDI) | 1.959  | 11,7 | 5     |
| Partito Comunista Italiano (PCI)               | 1.653  | 9,9  | 4     |
| Partito Liberale Italiano (PLI)                | 717    | 4,3  | 1     |
| Movimento Sociale Italiano (MSI)               | 704    | 4,2  | 1     |
| Partito Nazionale Monarchico (PNM)             | 479    | 2,9  | 1     |
| Partito Repubblicano Italiano (PRI)            | 256    | 1,5  | -     |
| Totale                                         | 16.769 |      | 40    |

#### Padova
| Liste                                                 | Voti    | %     | Seggi |
| ----------------------------------------------------- | ------- | ----- | ----- |
| Democrazia Cristiana (DC)                             | 49.595  | 46,94 | 25    |
| Partito Socialista Italiano - Unità Popolare (PSI-UP) | 15.805  | 14,96 | 7     |
| Partito Comunista Italiano (PCI)                      | 15.611  | 14,78 | 7     |
| Partito Socialista Democratico Italiano (PSDI)        | 8.402   | 7,95  | 4     |
| Movimento Sociale Italiano (MSI)                      | 6.124   | 5,80  | 3     |
| Partito Liberale Italiano (PLI)                       | 4.616   | 4,37  | 2     |
| Partito Nazionale Monarchico (PNM)                    | 4.516   | 4,27  | 2     |
| Partito Repubblicano Italiano (PRI)                   | 975     | 0,92  | -     |
| Totale                                                | 105.644 |       | 50    |

#### Rovigo
| Liste                                          | Voti   | %    | Seggi |
| ---------------------------------------------- | ------ | ---- | ----- |
| Democrazia Cristiana (DC)                      | 10.590 | 39,2 | 16    |
| Partito Comunista Italiano (PCI)               | 6.856  | 25,4 | 10    |
| Partito Socialista Italiano (PSI)              | 4.598  | 17,0 | 7     |
| Partito Socialista Democratico Italiano (PSDI) | 1.892  | 7,0  | 3     |
| Movimento Sociale Italiano (MSI)               | 1.513  | 5,6  | 2     |
| Partito Nazionale Monarchico (PNM)             | 765    | 2,8  | 1     |
| Partito Liberale Italiano (PLI)                | 636    | 2,4  | 1     |
| Partito Repubblicano Italiano (PRI)            | 181    | 0,7  |       |
| Totale                                         | 27.031 |      | 40    |

#### Treviso
| Liste                                          | Voti   | %    | Seggi |
| ---------------------------------------------- | ------ | ---- | ----- |
| Democrazia Cristiana (DC)                      | 18.372 | 45,5 |       |
| Partito Socialista Italiano (PSI)              | 5.967  | 14,8 |       |
| Partito Socialista Democratico Italiano (PSDI) | 4.842  | 12,0 |       |
| Partito Comunista Italiano (PCI)               | 4.149  | 10,3 |       |
| Movimento Sociale Italiano (MSI)               | 2.526  | 6,3  |       |
| Partito Liberale Italiano (PLI)                | 1.921  | 4,8  |       |
| Partito Repubblicano Italiano (PRI)            | 1.646  | 4,1  |       |
| Partito Nazionale Monarchico                   | 976    | 2,4  |       |
| Totale                                         | 40.399 |      |       |

#### Venezia
| Liste                                          | Voti    | %     | Seggi |
| ---------------------------------------------- | ------- | ----- | ----- |
| Democrazia Cristiana (DC)                      | 73.400  | 37,76 | 24    |
| Partito Socialista Italiano (PSI)              | 41.027  | 21,14 | 13    |
| Partito Comunista Italiano (PCI)               | 41.010  | 21,10 | 13    |
| Partito Socialista Democratico Italiano (PSDI) | 13.894  | 7,14  | 4     |
| Movimento Sociale Italiano (MSI)               | 10.053  | 5,18  | 3     |
| Partito Liberale Italiano (PLI)                | 6.632   | 3,41  | 2     |
| Partito Nazionale Monarchico (PNM)             | 3.506   | 1,80  | 1     |
| Partito Monarchico Popolare (PMP)              | 1.823   | 0,94  | -     |
| Partito Repubblicano Italiano (PRI)            | 1.574   | 0,81  | -     |
| Partito Radicale (PR)                          | 1.396   | 0,72  | -     |
| Totale                                         | 194.315 |       | 60    |

#### Verona
| Liste                                                     | Voti    | %    | Seggi |
| --------------------------------------------------------- | ------- | ---- | ----- |
| Democrazia Cristiana (DC)                                 | 54.564  | 45,1 |       |
| Partito Socialista Italiano (PSI)                         | 27.346  | 22,6 |       |
| Partito Comunista Italiano (PCI)                          | 11.558  | 9,6  |       |
| Partito Socialista Democratico Italiano (PSDI)            | 9.283   | 7,7  |       |
| MSI - PNM                                                 | 7.614   | 6,3  |       |
| Partito Monarchico Popolare (ID-PMP)                      | 5.194   | 4,3  |       |
| Partito Liberale Italiano (PLI)                           | 4.013   | 3,3  | 1     |
| Partito Repubblicano Italiano - Partito Radicale (PRI-PR) | 1.292   | 1,08 | -     |
| Totale                                                    | 120.864 |      | 50    |

#### Vicenza
| Liste                                                 | Voti   | %    | Seggi |
| ----------------------------------------------------- | ------ | ---- | ----- |
| Democrazia Cristiana (DC)                             | 23.559 | 46,2 |       |
| Partito Socialista Italiano - Unità Popolare (PSI-UP) | 8.438  | 16,5 |       |
| Partito Socialista Democratico Italiano (PSDI)        | 5.524  | 10,8 |       |
| Partito Comunista Italiano (PCI)                      | 5.110  | 10,0 |       |
| Movimento Sociale Italiano (MSI)                      | 3.623  | 7,1  |       |
| Partito Liberale Italiano (PLI)                       | 3.519  | 6,9  |       |
| Partito Nazionale Monarchico (PNM)                    | 945    | 1,9  |       |
| Indipendenti di sinistra                              | 312    | 0,6  |       |
| Totale                                                | 51.030 |      |       |

### Friuli-Venezia Giulia

#### Pordenone
| Liste                                          | Voti   | %     | Seggi |
| ---------------------------------------------- | ------ | ----- | ----- |
| Democrazia Cristiana (DC)                      | 7049   | 41,21 | 13    |
| Partito Socialista Italiano (PSI)              | 3684   | 21,53 | 7     |
| Partito Comunista Italiano (PCI)               | 2698   | 15,77 | 5     |
| Partito Socialista Democratico Italiano (PSDI) | 1352   | 7,90  | 2     |
| Movimento Sociale Italiano (MSI)               | 1044   | 6,10  | 2     |
| Ind. Destra                                    | 939    | 5,48  | 1     |
| Partito Nazionale Monarchico (PNM)             | 338    | 1,97  | -     |
| Totale                                         | 17.104 |       | 30    |

#### Trieste
| Liste                                          | Voti    | %     | Seggi |
| ---------------------------------------------- | ------- | ----- | ----- |
| Democrazia Cristiana (DC)                      | 57.023  | 31,21 | 20    |
| Partito Comunista Italiano (PCI)               | 41.016  | 22,45 | 14    |
| Movimento Sociale Italiano (MSI)               | 26.934  | 14,74 | 9     |
| Partito Socialista Democratico Italiano (PSDI) | 12.586  | 6,89  | 4     |
| Partito Socialista Italiano (PSI)              | 9.633   | 5,27  | 3     |
| Partito Repubblicano Italiano (PRI)            | 6.379   | 3,49  | 2     |
| Partito Liberale Italiano (PLI)                | 4.542   | 2,49  | 1     |
| Unione Slovena (US)                            | 3.791   | 2,07  | 1     |
| Partito Radicale (PR)                          | 1.752   | 0,96  | -     |
| Altri                                          | 19.075  | 10,44 | 6     |
| Totale                                         | 182.731 |       | 60    |

#### Udine
| Liste                                                     | Voti   | %     | Seggi |
| --------------------------------------------------------- | ------ | ----- | ----- |
| Democrazia Cristiana (DC)                                 | 19.701 | 41,67 | 18    |
| Partito Socialista Italiano (PSI)                         | 6.986  | 14,77 | 6     |
| Partito Comunista Italiano (PCI)                          | 5.976  | 12,64 | 5     |
| Partito Socialista Democratico Italiano (PSDI)            | 5.314  | 11,24 | 4     |
| Movimento Sociale Italiano (MSI)                          | 4.435  | 9,38  | 2     |
| Partito Nazionale Monarchico (PNM)                        | 2.146  | 4,53  |       |
| Partito Liberale Italiano (PLI)                           | 1.848  | 3,90  | 3     |
| Partito Repubblicano Italiano - Partito Radicale (PRI-PR) | 870    | 1,84  | -     |
| Totale                                                    | 47.276 |       | 40    |

### Liguria

#### Genova
| Liste                                          | Voti    | %     | Seggi |
| ---------------------------------------------- | ------- | ----- | ----- |
| Democrazia Cristiana (DC)                      | 157.155 | 33,54 | 28    |
| Partito Comunista Italiano (PCI)               | 116.964 | 24,97 | 21    |
| Partito Socialista Italiano (PSI)              | 99.640  | 21,27 | 17    |
| Partito Socialista Democratico Italiano (PSDI) | 33.413  | 7,13  | 6     |
| Movimento Sociale Italiano (MSI)               | 24.554  | 5,24  | 4     |
| Partito Liberale Italiano (PLI)                | 14.145  | 3,02  | 2     |
| Partito Repubblicano Italiano (PRI)            | 10.591  | 2,26  | 1     |
| Partito Nazionale Monarchico (PNM)             | 10.511  | 2,24  | 1     |
| Partito Radicale Laburista                     | 1.616   | 0,34  | -     |
| Totale                                         | 468.489 |       | 80    |

#### La Spezia
| Liste                                          | Voti | %    | Seggi |
| ---------------------------------------------- | ---- | ---- | ----- |
| Partito Comunista Italiano (PCI)               |      | 32,4 | 17    |
| Democrazia Cristiana (DC)                      |      | 31,3 | 17    |
| Partito Socialista Italiano (PSI)              |      | 15,6 | 8     |
| Partito Socialista Democratico Italiano (PSDI) |      | 5,4  | 3     |
| Movimento Sociale Italiano (MSI)               |      | 5,2  | 2     |
| Partito Repubblicano Italiano (PRI)            |      | 2,8  | 1     |
| Partito Liberale Italiano (PLI)                |      | 2,4  | 1     |
| Altri                                          |      | 4,8  | 1     |
| Totale                                         |      |      | 50    |

### Emilia-Romagna

#### Bologna
| Liste                                                     | Voti    | %     | Seggi |
| --------------------------------------------------------- | ------- | ----- | ----- |
| Partito Comunista Italiano (PCI)                          | 121.556 | 45,26 | 29    |
| Democrazia Cristiana (DC)                                 | 74.388  | 27,70 | 17    |
| Partito Socialista Democratico Italiano (PSDI)            | 23.290  | 8,67  | 5     |
| Partito Socialista Italiano (PSI)                         | 19.955  | 7,43  | 4     |
| MSI - PNM                                                 | 13.407  | 4,99  | 3     |
| Partito Liberale Italiano (PLI)                           | 12.380  | 4,61  | 2     |
| Partito Repubblicano Italiano - Partito Radicale (PRI-PR) | 3.412   | 1,27  | -     |
| Totale                                                    | 268.571 |       | 60    |

#### Ferrara
| Liste                                          | Voti | %    | Seggi |
| ---------------------------------------------- | ---- | ---- | ----- |
| Partito Comunista Italiano (PCI)               |      | 40,6 |       |
| Democrazia Cristiana (DC)                      |      | 22,6 |       |
| Partito Socialista Italiano (PSI)              |      | 17,3 |       |
| Partito Socialista Democratico Italiano (PSDI) |      | 8,8  |       |
| Partito Liberale Italiano (PLI)                |      | 5,5  |       |
| Movimento Sociale Italiano (MSI)               |      | 2,7  |       |
| Altri                                          |      | 2,4  |       |
| Totale                                         |      |      |       |

#### Forlì
| Liste                                          | Voti   | %    | Seggi |
| ---------------------------------------------- | ------ | ---- | ----- |
| Partito Comunista Italiano (PCI)               | 18.433 | 34,2 | 14    |
| Partito Repubblicano Italiano (PRI)            | 15.230 | 28,2 | 12    |
| Democrazia Cristiana (DC)                      | 9.873  | 18,3 | 7     |
| Partito Socialista Italiano (PSI)              | 6.236  | 11,6 | 5     |
| Movimento Sociale Italiano (MSI)               | 2.372  | 4,4  | 1     |
| Partito Socialista Democratico Italiano (PSDI) | 1.691  | 3,1  | 1     |
| Totale                                         | 53.835 |      | 40    |

#### Modena
| Liste                                                 | Voti   | %     | Seggi |
| ----------------------------------------------------- | ------ | ----- | ----- |
| Partito Comunista Italiano (PCI)                      | 35.158 | 43,48 | 22    |
| Democrazia Cristiana (DC)                             | 22.965 | 28,40 | 15    |
| Partito Socialista Italiano - Unità Popolare (PSI-UP) | 9.178  | 11,35 | 5     |
| Partito Socialista Democratico Italiano (PSDI)        | 6.752  | 8,35  | 4     |
| MSI - PNM                                             | 3.455  | 4,27  | 2     |
| Partito Liberale Italiano (PLI)                       | 3.354  | 4,15  | 2     |
| Totale                                                | 80.862 |       | 50    |

#### Parma
| Liste                                          | Voti   | %     | Seggi |
| ---------------------------------------------- | ------ | ----- | ----- |
| Partito Comunista Italiano (PCI)               | 26.505 | 31,62 | 17    |
| Democrazia Cristiana (DC)                      | 24.583 | 29,32 | 16    |
| Partito Socialista Italiano (PSI)              | 14.945 | 17,83 | 9     |
| Partito Socialista Democratico Italiano (PSDI) | 7.126  | 8,50  | 4     |
| Movimento Sociale Italiano (MSI)               | 4.562  | 5,44  | 2     |
| Partito Liberale Italiano (PLI)                | 3.092  | 3,69  | 2     |
| Partito Nazionale Monarchico (PNM)             | 1.532  | 1,83  | -     |
| Partito Repubblicano Italiano (PRI)            | 1.486  | 1,77  | -     |
| Totale                                         | 83.831 |       | 50    |

#### Piacenza
| Liste                              | Voti   | %    | Seggi |
| ---------------------------------- | ------ | ---- | ----- |
| Democrazia Cristiana (DC)          | 16.502 | 33,0 | 14    |
| Partito Comunista Italiano (PCI)   | 12.768 | 25,6 | 11    |
| Partito Socialista Italiano (PSI)  | 9.958  | 19,9 | 8     |
| PSDI - PRI                         | 5.381  | 10,8 | 4     |
| Movimento Sociale Italiano (MSI)   | 2.100  | 4,2  | 1     |
| Partito Liberale Italiano (PLI)    | 2.043  | 4,1  | 1     |
| Partito Nazionale Monarchico (PNM) | 1.200  | 2,4  | 1     |
| Totale                             | 49.952 |      | 40    |

#### Ravenna
| Liste                                          | Voti   | %     | Seggi |
| ---------------------------------------------- | ------ | ----- | ----- |
| Partito Comunista Italiano (PCI)               | 23.871 | 36,53 | 16    |
| Partito Repubblicano Italiano (PRI)            | 22.995 | 35,19 | 15    |
| Democrazia Cristiana (DC)                      | 8.829  | 13,51 | 5     |
| Partito Socialista Italiano (PSI)              | 5.855  | 8,96  | 3     |
| Partito Socialista Democratico Italiano (PSDI) | 1.561  | 2,38  | 1     |
| Movimento Sociale Italiano (MSI)               | 1.330  | 2,03  | 1     |
| Partito Liberale Italiano (PLI)                | 901    | 1,38  | -     |
| Totale                                         | 65.342 |       | 40    |

#### Reggio Emilia
| Liste                                          | Voti | %    | Seggi |
| ---------------------------------------------- | ---- | ---- | ----- |
| Partito Comunista Italiano (PCI)               |      | 42,3 |       |
| Democrazia Cristiana (DC)                      |      | 26,0 |       |
| Partito Socialista Italiano (PSI)              |      | 15,8 |       |
| Partito Socialista Democratico Italiano (PSDI) |      | 8,3  |       |
| Partito Liberale Italiano (PLI)                |      | 3,8  |       |
| Movimento Sociale Italiano (MSI)               |      | 3,0  |       |
| Altri                                          |      | 0,9  |       |
| Totale                                         |      |      |       |

### Toscana

#### Arezzo
| Liste                                          | Voti   | %     | Seggi |
| ---------------------------------------------- | ------ | ----- | ----- |
| Democrazia Cristiana (DC)                      | 14.481 | 35,13 | 15    |
| Partito Comunista Italiano (PCI)               | 10.559 | 25,61 | 10    |
| Partito Socialista Italiano (PSI)              | 10.123 | 24,55 | 10    |
| Partito Socialista Democratico Italiano (PSDI) | 2.218  | 5,38  | 2     |
| Movimento Sociale Italiano (MSI)               | 2.108  | 5,11  | 2     |
| Partito Liberale Italiano (PLI)                | 1.007  | 2,44  | 1     |
| Partito Nazionale Monarchico (PNM)             | 433    | 1,05  | -     |
| Partito Repubblicano Italiano (PRI)            | 297    | 0,72  | -     |
| Totale                                         | 41.226 |       | 40    |

#### Firenze
| Liste                                          | Voti    | %     | Seggi |
| ---------------------------------------------- | ------- | ----- | ----- |
| Democrazia Cristiana (DC)                      | 102.117 | 39,28 | 25    |
| Partito Comunista Italiano (PCI)               | 69.279  | 26,65 | 17    |
| Partito Socialista Italiano (PSI)              | 44.573  | 17,14 | 10    |
| MSI - PNM                                      | 15.324  | 5,89  | 3     |
| Partito Socialista Democratico Italiano (PSDI) | 13.677  | 5,26  | 3     |
| Partito Liberale Italiano (PLI)                | 11.095  | 4,27  | 2     |
| Partito Repubblicano Italiano (PRI)            | 3.918   | 1,51  | -     |
| Totale                                         | 259.983 |       | 60    |

#### Grosseto
| Liste                                          | Voti   | %     | Seggi |
| ---------------------------------------------- | ------ | ----- | ----- |
| Partito Comunista Italiano (PCI)               | 10.713 | 41,76 | 18    |
| Democrazia Cristiana (DC)                      | 5.459  | 21,28 | 9     |
| Partito Socialista Italiano (PSI)              | 2.861  | 11,15 | 4     |
| Partito Repubblicano Italiano (PRI)            | 2.286  | 8,91  | 3     |
| Movimento Sociale Italiano (MSI)               | 2.043  | 7,96  | 3     |
| Partito Socialista Democratico Italiano (PSDI) | 1.262  | 4,92  | 2     |
| Partito Liberale Italiano (PLI)                | 620    | 2,42  | 1     |
| Partito Nazionale Monarchico (PNM)             | 411    | 1,60  | -     |
| Totale                                         | 25.655 |       | 40    |

#### Livorno
| Liste                                          | Voti   | %     | Seggi |
| ---------------------------------------------- | ------ | ----- | ----- |
| Partito Comunista Italiano (PCI)               | 37.024 | 40,54 | 27    |
| Democrazia Cristiana (DC)                      | 25.973 | 28,44 | 15    |
| Partito Socialista Italiano (PSI)              | 12.169 | 13,32 | 7     |
| Movimento Sociale Italiano (MSI)               | 4.693  | 5,14  | 2     |
| Partito Repubblicano Italiano (PRI)            | 4.220  | 4,62  | 2     |
| Partito Socialista Democratico Italiano (PSDI) | 4.199  | 4,60  | 2     |
| Partito Liberale Italiano (PLI)                | 1.584  | 1,73  | -     |
| Partito Nazionale Monarchico (PNM)             | 1.470  | 1,61  | -     |
| Totale                                         | 91.332 |       | 50    |

#### Lucca
| Liste                                          | Voti   | %     | Seggi |
| ---------------------------------------------- | ------ | ----- | ----- |
| Democrazia Cristiana (DC)                      | 27.187 | 51,01 | 22    |
| Partito Comunista Italiano (PCI)               | 7.631  | 14,32 | 6     |
| Partito Socialista Italiano (PSI)              | 4.498  | 8,44  | 3     |
| Indipendenti                                   | 2.924  | 5,49  | 2     |
| Movimento Sociale Italiano (MSI)               | 2.695  | 5,06  | 2     |
| Partito Socialista Democratico Italiano (PSDI) | 2.409  | 4,52  | 2     |
| Partito Nazionale Monarchico (PNM)             | 2.364  | 4,44  | 1     |
| Partito Repubblicano Italiano (PRI)            | 2.179  | 4,09  | 1     |
| Partito Liberale Italiano (PLI)                | 1.409  | 2,65  | 1     |
| Totale                                         | 53.296 |       | 40    |

#### Massa
| Liste                                          | Voti   | %     | Seggi |
| ---------------------------------------------- | ------ | ----- | ----- |
| Democrazia Cristiana (DC)                      | 10.455 | 35,13 | 15    |
| Partito Socialista Italiano (PSI)              | 6.192  | 20,81 | 9     |
| Partito Comunista Italiano (PCI)               | 5.392  | 18,12 | 7     |
| Movimento Sociale Italiano (MSI)               | 2.591  | 8,71  | 3     |
| Partito Socialista Democratico Italiano (PSDI) | 2.148  | 7,22  | 3     |
| Partito Repubblicano Italiano (PRI)            | 2.050  | 6,89  | 2     |
| Partito Nazionale Monarchico (PNM)             | 934    | 3,14  | 1     |
| Totale                                         | 29.762 |       | 40    |

#### Pisa
| Liste                                          | Voti   | %     | Seggi |
| ---------------------------------------------- | ------ | ----- | ----- |
| Democrazia Cristiana (DC)                      | 18.931 | 34,56 | 15    |
| Partito Comunista Italiano (PCI)               | 16.167 | 29,52 | 13    |
| Partito Socialista Italiano (PSI)              | 9.018  | 16,46 | 7     |
| Movimento Sociale Italiano (MSI)               | 3.516  | 6,42  | 2     |
| Partito Socialista Democratico Italiano (PSDI) | 2.361  | 4,31  | 1     |
| Partito Repubblicano Italiano (PRI)            | 2.285  | 4,17  | 1     |
| Partito Liberale Italiano (PLI)                | 1.345  | 2,46  | 1     |
| Partito Nazionale Monarchico (PNM)             | 1.148  | 2,10  | -     |
| Totale                                         | 54.771 |       | 40    |

#### Pistoia
| Liste                                          | Voti   | %     | Seggi |
| ---------------------------------------------- | ------ | ----- | ----- |
| Democrazia Cristiana (DC)                      | 20.388 | 39,09 | 17    |
| Partito Comunista Italiano (PCI)               | 18.457 | 35,39 | 15    |
| Partito Socialista Italiano (PSI)              | 6.806  | 13,05 | 5     |
| Partito Socialista Democratico Italiano (PSDI) | 3.046  | 5,84  | 2     |
| Movimento Sociale Italiano (MSI)               | 1.862  | 3,57  | 1     |
| Partito Liberale Italiano (PLI)                | 663    | 1,27  | -     |
| Partito Nazionale Monarchico (PNM)             | 475    | 0,91  | -     |
| Partito Repubblicano Italiano (PRI)            | 456    | 0,87  | -     |
| Totale                                         | 52.153 |       | 40    |

#### Siena
| Liste                                          | Voti   | %     | Seggi |
| ---------------------------------------------- | ------ | ----- | ----- |
| Democrazia Cristiana (DC)                      | 12.311 | 33,15 | 14    |
| Partito Comunista Italiano (PCI)               | 11.559 | 31,13 | 13    |
| Partito Socialista Italiano (PSI)              | 6.280  | 16,91 | 7     |
| Movimento Sociale Italiano (MSI)               | 2.497  | 6,72  | 3     |
| Partito Socialista Democratico Italiano (PSDI) | 1.768  | 4,76  | 2     |
| Partito Liberale Italiano (PLI)                | 1.291  | 3,48  | 1     |
| Partito Nazionale Monarchico (PNM)             | 765    | 2,06  | -     |
| Partito Repubblicano Italiano (PRI)            | 661    | 1,78  | -     |
| Totale                                         | 37.132 |       | 40    |

### Umbria

#### Perugia
| Liste                                          | Voti   | %     | Seggi |
| ---------------------------------------------- | ------ | ----- | ----- |
| Partito Comunista Italiano (PCI)               | 18.345 | 31,90 |       |
| Democrazia Cristiana (DC)                      | 13.740 | 23,89 |       |
| Partito Socialista Italiano (PSI)              | 13.700 | 23,82 |       |
| Movimento Sociale Italiano (MSI)               | 5.778  | 10,04 |       |
| Partito Socialista Democratico Italiano (PSDI) | 2.990  | 5,20  |       |
| Partito Liberale Italiano (PLI)                | 1.734  | 3,01  |       |
| Partito Repubblicano Italiano (PRI)            | 1.207  | 2,09  |       |
| Totale                                         | 57.494 |       |       |

#### Terni
| Liste                                          | Voti   | %     | Seggi |
| ---------------------------------------------- | ------ | ----- | ----- |
| Partito Comunista Italiano (PCI)               | 17.509 | 33,34 |       |
| Partito Socialista Italiano (PSI)              | 12.741 | 24,26 |       |
| Democrazia Cristiana (DC)                      | 11.390 | 21,69 |       |
| Movimento Sociale Italiano (MSI)               | 6.112  | 11,63 |       |
| Partito Socialista Democratico Italiano (PSDI) | 1.956  | 3,72  |       |
| Partito Repubblicano Italiano (PRI)            | 1.946  | 3,70  |       |
| PLI - PNM - PMP                                | 857    | 1,63  |       |
| Totale                                         | 52.511 |       | 40    |

### Marche

#### Ancona
| Liste                                          | Voti   | %     | Seggi |
| ---------------------------------------------- | ------ | ----- | ----- |
| Partito Comunista Italiano (PCI)               | 17.017 | 31,05 | 13    |
| Democrazia Cristiana (DC)                      | 16.005 | 29,20 | 13    |
| Partito Socialista Italiano (PSI)              | 7.289  | 13,30 | 5     |
| Partito Repubblicano Italiano (PRI)            | 6.798  | 12,40 | 5     |
| MSI - PNM                                      | 3.359  | 6,12  | 2     |
| Partito Socialista Democratico Italiano (PSDI) | 3.249  | 5,92  | 2     |
| Partito Liberale Italiano (PLI)                | 1.086  | 1,98  | -     |
| Totale                                         | 54.803 |       | 40    |

#### Ascoli Piceno
| Liste                                          | Voti   | %     | Seggi |
| ---------------------------------------------- | ------ | ----- | ----- |
| Democrazia Cristiana (DC)                      | 11.484 | 44,12 |       |
| Partito Socialista Italiano (PSI)              | 4.705  | 18,07 |       |
| Partito Comunista Italiano (PCI)               | 3.722  | 14,30 |       |
| MSI - PNM                                      | 3.581  | 13,76 |       |
| Partito Liberale Italiano (PLI)                | 958    | 3,68  |       |
| Partito Socialista Democratico Italiano (PSDI) | 903    | 3,46  |       |
| Partito Repubblicano Italiano (PRI)            | 671    | 2,57  |       |
| Totale                                         | 26.024 |       | 40    |

#### Macerata
| Liste                                          | Voti | %     | Seggi |
| ---------------------------------------------- | ---- | ----- | ----- |
| Democrazia Cristiana (DC)                      |      | 48,26 |       |
| Partito Socialista Italiano (PSI)              |      | 16,43 |       |
| Partito Comunista Italiano (PCI)               |      | 10,33 |       |
| Partito Repubblicano Italiano (PRI)            |      | 7,80  |       |
| Movimento Sociale Italiano (MSI)               |      | 7,03  |       |
| Partito Socialista Democratico Italiano (PSDI) |      | 6,73  |       |
| Partito Liberale Italiano (PLI)                |      | 3,42  |       |
| Totale                                         |      |       |       |

#### Pesaro
| Liste                                          | Voti   | %     | Seggi |
| ---------------------------------------------- | ------ | ----- | ----- |
| Partito Comunista Italiano (PCI)               | 11.974 | 34,26 | 14    |
| Democrazia Cristiana (DC)                      | 11.324 | 32,40 | 14    |
| Partito Socialista Italiano (PSI)              | 5.706  | 16,32 | 7     |
| Partito Socialista Democratico Italiano (PSDI) | 2.423  | 6,93  | 2     |
| MSI - PNM                                      | 1.710  | 4,89  | 2     |
| Partito Repubblicano Italiano (PRI)            | 1.147  | 3,28  | 1     |
| Partito Liberale Italiano (PLI)                | 664    | 1,89  | -     |
| Totale                                         | 34.948 |       | 40    |

### Lazio

#### Frosinone
| Liste                             | Voti   | %     | Seggi |
| --------------------------------- | ------ | ----- | ----- |
| Democrazia Cristiana (DC)         | 7.157  | 50,91 |       |
| Partito Comunista Italiano (PCI)  | 1.938  | 13,74 |       |
| Partito Socialista Italiano (PSI) | 1.646  | 11,67 |       |
| PSDI - PLI - PRI                  | 1.557  | 11,04 | 2     |
| MSI - PNM                         | 1.481  | 10,50 |       |
| Partito Monarchico Popolare (PMP) | 317    | 2,24  |       |
| Totale                            | 14.096 |       | 40    |

#### Rieti
| Liste                                          | Voti   | %     | Seggi |
| ---------------------------------------------- | ------ | ----- | ----- |
| Partito Socialista Italiano (PSI)              | 6425   | 33,05 |       |
| Democrazia Cristiana (DC)                      | 5826   | 29,97 |       |
| Partito Comunista Italiano (PCI)               | 2969   | 15,27 |       |
| Movimento Sociale Italiano (MSI)               | 2059   | 10,59 |       |
| Partito Repubblicano Italiano (PRI)            | 671    | 3,45  |       |
| Partito Socialista Democratico Italiano (PSDI) | 588    | 3,02  |       |
| Partito Liberale Italiano (PLI)                | 565    | 2,90  |       |
| Partito Nazionale Monarchico (PNM)             | 332    | 1,70  |       |
| Totale                                         | 19.435 |       | 40    |

#### Roma
| Liste                                          | Voti      | %     | Seggi |
| ---------------------------------------------- | --------- | ----- | ----- |
| Democrazia Cristiana (DC)                      | 324.013   | 32,08 | 27    |
| Partito Comunista Italiano (PCI)               | 244.386   | 24,16 | 20    |
| Movimento Sociale Italiano (MSI)               | 122.741   | 12,13 | 10    |
| Partito Socialista Italiano (PSI)              | 107.473   | 10,62 | 9     |
| Partito Nazionale Monarchico (PNM)             | 56.421    | 5,58  | 4     |
| Partito Socialista Democratico Italiano (PSDI) | 45.931    | 4,54  | 3     |
| Partito Liberale Italiano (PLI)                | 42.966    | 4,25  | 3     |
| Partito Monarchico Popolare (PMP)              | 32.691    | 3,23  | 2     |
| Partito Repubblicano Italiano (PRI)            | 16.369    | 1,62  | 1     |
| Partito Radicale (PR)                          | 12.360    | 1,22  | 1     |
| Fronte dell'Uomo Qualunque (UQ)                | 4.955     | 0,49  | -     |
| Altri                                          | 1.217     | 0,12  | -     |
| Totale                                         | 1.011.523 |       | 80    |

#### Viterbo
| Liste                                          | Voti   | %     | Seggi |
| ---------------------------------------------- | ------ | ----- | ----- |
| Democrazia Cristiana (DC)                      | 11.490 | 42,18 |       |
| Partito Comunista Italiano (PCI)               | 4.661  | 17,11 |       |
| Partito Socialista Italiano (PSI)              | 4.048  | 14,86 |       |
| MSI - PNM                                      | 3.729  | 13,69 |       |
| Partito Repubblicano Italiano (PRI)            | 1.568  | 5,75  |       |
| Partito Socialista Democratico Italiano (PSDI) | 896    | 3,28  |       |
| Partito Liberale Italiano (PLI)                | 844    | 3,09  |       |
| Totale                                         | 27.236 |       | 40    |

### Abruzzo

#### L'Aquila
| Liste                                          | Voti   | %     | Seggi |
| ---------------------------------------------- | ------ | ----- | ----- |
| Democrazia Cristiana (DC)                      | 11.827 | 40,79 | 17    |
| Partito Comunista Italiano (PCI)               | 4.222  | 14,56 | 6     |
| Partito Socialista Italiano (PSI)              | 4.130  | 14,24 | 6     |
| Movimento Sociale Italiano (MSI)               | 3.685  | 12,71 | 5     |
| Partito Socialista Democratico Italiano (PSDI) | 1.796  | 6,19  | 2     |
| Partito Nazionale Monarchico (PNM)             | 1.691  | 5,83  | 2     |
| Partito Liberale Italiano (PLI)                | 901    | 3,10  | 1     |
| Partito Monarchico Popolare (PMP)              | 737    | 2,54  | 1     |
| Totale                                         | 28.989 | 100   | 40    |

#### Pescara
| Liste                                          | Voti   | %     | Seggi |
| ---------------------------------------------- | ------ | ----- | ----- |
| Democrazia Cristiana (DC)                      | 13.440 | 34,28 |       |
| Partito Comunista Italiano (PCI)               | 9.600  | 24,48 |       |
| Partito Socialista Italiano (PSI)              | 6.860  | 17,50 |       |
| Movimento Sociale Italiano (MSI)               | 4.700  | 11,98 |       |
| Partito Nazionale Monarchico (PNM)             | 2.500  | 6,37  |       |
| Partito Socialista Democratico Italiano (PSDI) | 1.500  | 3,82  |       |
| Partito Monarchico Popolare (PMP)              | 600    | 1,53  |       |
| Totale                                         | 39.200 |       | 40    |

### Campania

#### Avellino
| Liste                                          | Voti | %     | Seggi |
| ---------------------------------------------- | ---- | ----- | ----- |
| Democrazia Cristiana (DC)                      |      | 33,68 |       |
| Partito Monarchico Popolare (PMP)              |      | 15,10 |       |
| Partito Comunista Italiano (PCI)               |      | 13,82 |       |
| Partito Nazionale Monarchico (PNM)             |      | 10,65 |       |
| Partito Socialista Italiano (PSI)              |      | 7,55  |       |
| Partito Radicale (PR)                          |      | 5,34  | 2     |
| Partito Liberale Italiano (PLI)                |      | 5,33  |       |
| Movimento Sociale Italiano (MSI)               |      | 4,68  |       |
| Partito Socialista Democratico Italiano (PSDI) |      | 2,81  |       |
| Partito Repubblicano Italiano (PRI)            |      | 1,04  |       |
| Totale                                         |      |       |       |

#### Napoli
| Liste                                          | Voti    | %     | Seggi |
| ---------------------------------------------- | ------- | ----- | ----- |
| Partito Monarchico Popolare (PMP)              | 276.599 | 51,76 | 44    |
| Partito Comunista Italiano (PCI)               | 102.307 | 19,15 | 16    |
| Democrazia Cristiana (DC)                      | 87.630  | 16,40 | 13    |
| Partito Socialista Italiano (PSI)              | 23.765  | 4,45  | 3     |
| Movimento Sociale Italiano (MSI)               | 16.936  | 3,17  | 2     |
| Partito Nazionale Monarchico (PNM)             | 10.306  | 1,93  | 1     |
| Partito Liberale Italiano (PLI)                | 9.042   | 1,69  | 1     |
| Partito Socialista Democratico Italiano (PSDI) | 4.375   | 0,82  | -     |
| Fronte Nazionale Corporativo (FNC)             | 1.785   | 0,33  | -     |
| Rinnovamento Democratico (RD)                  | 1.620   | 0,30  | -     |
| Totale                                         | 534.365 |       | 80    |

#### Salerno
| Liste                                          | Voti   | %     | Seggi |
| ---------------------------------------------- | ------ | ----- | ----- |
| Democrazia Cristiana (DC)                      | 16.332 | 33,32 | 18    |
| MSI - PNM                                      | 10.719 | 21,86 | 11    |
| Partito Socialista Italiano (PSI)              | 8.921  | 18,20 | 9     |
| Partito Monarchico Popolare (PMP)              | 4.254  | 8,67  | 4     |
| Partito Comunista Italiano (PCI)               | 3.896  | 7,94  | 4     |
| Partito Liberale Italiano (PLI)                | 2.679  | 5,46  | 2     |
| Partito Socialista Democratico Italiano (PSDI) | 2.213  | 4,51  | 2     |
| Totale                                         | 49.014 |       | 50    |

### Puglia

#### Bari
| Liste                                          | Voti    | %     | Seggi |
| ---------------------------------------------- | ------- | ----- | ----- |
| Democrazia Cristiana (DC)                      | 35.472  | 26,01 | 16    |
| Movimento Sociale Italiano (MSI)               | 27.257  | 19,99 | 12    |
| Partito Socialista Italiano (PSI)              | 25.326  | 18,57 | 11    |
| Partito Comunista Italiano (PCI)               | 23.329  | 17,10 | 11    |
| Partito Nazionale Monarchico (PNM)             | 9.826   | 7,20  | 4     |
| Partito Monarchico Popolare (PMP)              | 6.562   | 4,81  | 3     |
| Partito Socialista Democratico Italiano (PSDI) | 3.885   | 2,85  | 1     |
| Partito Liberale Italiano (PLI)                | 2.426   | 1,78  | 1     |
| Partito Repubblicano Italiano (PRI)            | 1.086   | 0,80  | -     |
| Altri                                          | 1.200   | 0,88  | 1     |
| Totale                                         | 136.369 |       | 60    |

#### Brindisi
| Liste                                          | Voti   | %     | Seggi |
| ---------------------------------------------- | ------ | ----- | ----- |
| Democrazia Cristiana (DC)                      | 9.887  | 33,44 |       |
| Partito Socialista Italiano (PSI)              | 7.151  | 24,18 |       |
| Movimento Sociale Italiano (MSI)               | 5.855  | 19,80 |       |
| Partito Comunista Italiano (PCI)               | 2.959  | 10,08 |       |
| Partito Nazionale Monarchico (PNM)             | 1.970  | 6,66  |       |
| Lista Civica                                   | 900    | 3,04  |       |
| Partito Socialista Democratico Italiano (PSDI) | 427    | 1,44  |       |
| Partito Monarchico Popolare (PMP)              | 417    | 1,41  |       |
| Totale                                         | 29.566 |       | 40    |

#### Foggia
| Liste                                          | Voti   | %     | Seggi |
| ---------------------------------------------- | ------ | ----- | ----- |
| Democrazia Cristiana (DC)                      | 15.134 | 31,58 |       |
| Partito Comunista Italiano (PCI)               | 9.109  | 19,01 |       |
| Partito Socialista Italiano (PSI)              | 8.507  | 17,75 |       |
| Partito Nazionale Monarchico (PNM)             | 7.561  | 15,78 |       |
| Movimento Sociale Italiano (MSI)               | 3.486  | 7,27  |       |
| Partito Monarchico Popolare (PMP)              | 1.681  | 3,50  |       |
| Partito Liberale Italiano (PLI)                | 1.304  | 2,72  | 1     |
| Partito Socialista Democratico Italiano (PSDI) | 1.127  | 2,35  |       |
| Totale                                         | 47.909 |       | 40    |

#### Taranto
| Liste                                          | Voti   | %     | Seggi |
| ---------------------------------------------- | ------ | ----- | ----- |
| Democrazia Cristiana (DC)                      | 31.039 | 35,62 | 19    |
| Partito Comunista Italiano (PCI)               | 23.485 | 26,95 | 14    |
| Partito Socialista Italiano (PSI)              | 12.688 | 14,56 | 7     |
| Movimento Sociale Italiano (MSI)               | 9.847  | 11,30 | 6     |
| Partito Nazionale Monarchico (PNM)             | 3.822  | 4,38  | 2     |
| Partito Socialista Democratico Italiano (PSDI) | 1.847  | 2,12  | 1     |
| Partito Monarchico Popolare (PMP)              | 1.705  | 1,95  | 1     |
| Partito Liberale Italiano (PLI)                | 1.407  | 1,61  | -     |
| Lista Ancora                                   | 931    | 1,06  | -     |
| Partito Repubblicano Italiano (PRI)            | 345    | 0,39  | -     |
| Totale                                         | 87.116 |       | 50    |

### Basilicata

#### Matera
| Liste                                          | Voti   | %     | Seggi |
| ---------------------------------------------- | ------ | ----- | ----- |
| Democrazia Cristiana (DC)                      | 5.598  | 32,80 |       |
| Partito Comunista Italiano (PCI)               | 5.541  | 32,47 |       |
| Partito Monarchico Popolare (PMP)              | 1.686  | 9,88  |       |
| Partito Liberale Italiano (PLI)                | 1.034  | 6,05  |       |
| Partito Socialista Italiano (PSI)              | 994    | 5,82  |       |
| Ind. Sinistra                                  | 823    | 4,82  |       |
| Movimento Sociale Italiano (MSI)               | 711    | 4,16  |       |
| Partito Nazionale Monarchico (PNM)             | 518    | 3,03  |       |
| Partito Socialista Democratico Italiano (PSDI) | 159    | 0,93  |       |
| Totale                                         | 17.064 |       | 40    |

#### Potenza
| Liste                                          | Voti | %     | Seggi |
| ---------------------------------------------- | ---- | ----- | ----- |
| Democrazia Cristiana (DC)                      |      | 35,46 |       |
| Movimento Sociale Italiano (MSI)               |      | 16,19 |       |
| Partito Comunista Italiano (PCI)               |      | 14,51 |       |
| Partito Socialista Italiano (PSI)              |      | 10,76 |       |
| Partito Socialista Democratico Italiano (PSDI) |      | 9,02  |       |
| Partito Nazionale Monarchico (PNM)             |      | 7,24  |       |
| Partito Liberale Italiano (PLI)                |      | 5,39  |       |
| Campana                                        |      | 1,43  |       |
| Totale                                         |      |       |       |

### Calabria

#### Catanzaro
| Liste                                          | Voti   | % | Seggi |
| ---------------------------------------------- | ------ | - | ----- |
| Democrazia Cristiana (DC)                      | 13.196 |   |       |
| Partito Comunista Italiano (PCI)               | 5.494  |   |       |
| Partito Socialista Italiano (PSI)              | 2.588  |   |       |
| Movimento Sociale Italiano (MSI)               | 3.268  |   |       |
| Partito Liberale Italiano (PLI)                | 1.139  |   |       |
| Partito Nazionale Monarchico (PNM)             | 1.882  |   |       |
| Partito Socialista Democratico Italiano (PSDI) | 1.541  |   |       |
| Partito Repubblicano Italiano (PRI)            | 1.092  |   |       |
| Partito Monarchico Popolare (PMP)              | 429    |   |       |
| Ind. Sinistra                                  | 302    |   |       |
| Totale                                         |        |   | 40    |

#### Cosenza
| Liste                                          | Voti   | % | Seggi |
| ---------------------------------------------- | ------ | - | ----- |
| Democrazia Cristiana (DC)                      | 13.914 |   |       |
| Partito Comunista Italiano (PCI)               | 4.973  |   |       |
| Partito Socialista Italiano (PSI)              | 4.753  |   |       |
| Movimento Sociale Italiano (MSI)               | 2.864  |   |       |
| Partito Liberale Italiano (PLI)                | 1.800  |   |       |
| Partito Nazionale Monarchico (PNM)             | 1.191  |   |       |
| Partito Socialista Democratico Italiano (PSDI) | 1.078  |   |       |
| Partito Monarchico Popolare (PMP)              | 765    |   |       |
| Totale                                         |        |   | 40    |

### Sicilia

#### Catania
| Liste                                          | Voti    | %     | Seggi |
| ---------------------------------------------- | ------- | ----- | ----- |
| Democrazia Cristiana (DC)                      | 67.719  | 43,88 | 28    |
| Partito Comunista Italiano (PCI)               | 26.382  | 17,09 | 10    |
| Partito Nazionale Monarchico (PNM)             | 20.683  | 13,40 | 8     |
| Movimento Sociale Italiano (MSI)               | 14.856  | 9,62  | 6     |
| Partito Socialista Italiano (PSI)              | 10.183  | 6,59  | 4     |
| Partito Liberale Italiano (PLI)                | 6.666   | 4,32  | 2     |
| Partito Monarchico Popolare (PMP)              | 4.407   | 2,85  | 1     |
| Partito Socialista Democratico Italiano (PSDI) | 3.402   | 2,22  | 1     |
| Totale                                         | 154.298 |       | 60    |

#### Messina
| Liste                                          | Voti    | %     | Seggi |
| ---------------------------------------------- | ------- | ----- | ----- |
| Democrazia Cristiana (DC)                      | 38.070  | 32,81 | 17    |
| Partito Nazionale Monarchico (PNM)             | 17.709  | 15,26 | 8     |
| Partito Liberale Italiano (PLI)                | 17.275  | 14,89 | 7     |
| Partito Comunista Italiano (PCI)               | 11.209  | 9,66  | 5     |
| Movimento Sociale Italiano (MSI)               | 11.029  | 9,51  | 5     |
| Partito Socialista Italiano (PSI)              | 7.825   | 6,74  | 3     |
| Partito Socialista Democratico Italiano (PSDI) | 4.806   | 4,14  | 2     |
| Partito Monarchico Popolare (PMP)              | 4.589   | 3,95  | 2     |
| Altri                                          | 3.510   | 3,02  | 1     |
| Totale                                         | 116.022 |       | 50    |

#### Palermo
| Liste                                          | Voti    | %     | Seggi |
| ---------------------------------------------- | ------- | ----- | ----- |
| Democrazia Cristiana (DC)                      | 86.378  | 35,71 | 22    |
| Partito Comunista Italiano (PCI)               | 39.247  | 16,22 | 10    |
| Partito Nazionale Monarchico (PNM)             | 34.681  | 14,34 | 9     |
| Movimento Sociale Italiano (MSI)               | 24.718  | 10,22 | 6     |
| Partito Socialista Italiano (PSI)              | 20.716  | 8,56  | 5     |
| Partito Socialista Democratico Italiano (PSDI) | 13.011  | 5,38  | 3     |
| Partito Monarchico Popolare (PMP)              | 10.446  | 4,31  | 2     |
| Partito Liberale Italiano (PLI)                | 9.333   | 3,85  | 2     |
| Partito Radicale (PR)                          | 2.254   | 0,93  | 1     |
| Partito Repubblicano Italiano (PRI)            | 1.055   | 0,43  | -     |
| Totale                                         | 241.839 |       | 60    |

#### Trapani
| Liste                                          | Voti   | % | Seggi |
| ---------------------------------------------- | ------ | - | ----- |
| Democrazia Cristiana (DC)                      | 11.522 |   | 14    |
| Partito Socialista Italiano (PSI)              | 6.624  |   | 8     |
| Movimento Sociale Italiano (MSI)               | 5.679  |   | 6     |
| Partito Nazionale Monarchico (PNM)             | 3.275  |   | 4     |
| Partito Comunista Italiano (PCI)               | 2.780  |   | 3     |
| Partito Monarchico Popolare (PMP)              | 1.666  |   | 2     |
| Partito Socialista Democratico Italiano (PSDI) | 1.475  |   | 1     |
| Lista civica Mulino a Vento                    | 1.239  |   | 1     |
| Partito Liberale Italiano (PLI)                | 1.199  |   | 1     |
| Partito Repubblicano Italiano (PRI)            |        |   | -     |
| Totale                                         |        |   | 40    |

## Elezioni provinciali

### Riepilogo nazionale
Nel 27 e 28 maggio 1956 si tennero le elezioni per il rinnovo di 78 consigli provinciali.
| Liste  | Liste                                                      | Voti       | %     | Seggi |
| ------ | ---------------------------------------------------------- | ---------- | ----- | ----- |
|        | Democrazia Cristiana                                       | 9 301 633  | 38,86 | 1082  |
|        | Partito Comunista Italiano - Partito Socialista Italiano   | 8 405 604  | 35,12 | 852   |
|        | Partito Socialista Democratico Italiano                    | 1 783 481  | 7,45  | 109   |
|        | Partito Liberale Italiano                                  | 1 010 763  | 4,22  | 71    |
|        | Partito Nazionale Monarchico - Partito Monarchico Popolare | 737 331    | 3,08  | 67    |
|        | Movimento Sociale Italiano                                 | 396 349    | 1,66  | 82    |
|        | Partito Repubblicano Italiano                              | 275 155    | 1,15  | 28    |
|        | Altri                                                      | 2 023 634  | 8,46  | 65    |
| Totale | Totale                                                     | 23 933 950 | 100   | 2358  |